# Xanthoparmelia nebulosa
Xanthoparmelia nebulosa är en lavart som först beskrevs av Kurok. & Filson, och fick sitt nu gällande namn av Elix & J. Johnst. Xanthoparmelia nebulosa ingår i släktet Xanthoparmelia och familjen Parmeliaceae.   Inga underarter finns listade i Catalogue of Life.